# Sirapan
Sirapan is een bestuurslaag in het regentschap Madiun van de provincie Oost-Java, Indonesië. Sirapan telt 3359 inwoners (volkstelling 2010).